# Kościół św. Marii Magdaleny w Božanovie
Kościół św. Marii Magdaleny w Božanovie – zabytkowy kościół w miejscowości Božanov, położonej w Czechach, w kraju hradeckim, w Sudetach Środkowych; należy do broumovskiej grupy kościołów.

## Historia
Wcześniejszy kościół z drewna wzmiankowany był w XIV w. Obecny barokowy, położony na wzniesieniu wybudowano w latach 1709, 1733–1743  na planie kwadratu  według projektów Krzysztofa i Kiliana Ignaza Dientzenhoferów. Nad wejściem do kościoła znajduje się herb opactwa. W ołtarzu rzeźba patronki św. Marii Magdaleny a po bokach rzeźby śś. Józefa i Jana Chrzciciela. Kościół stoi na teren cmentarza. Obok znajduje się zabytkowa barokowa plebania.

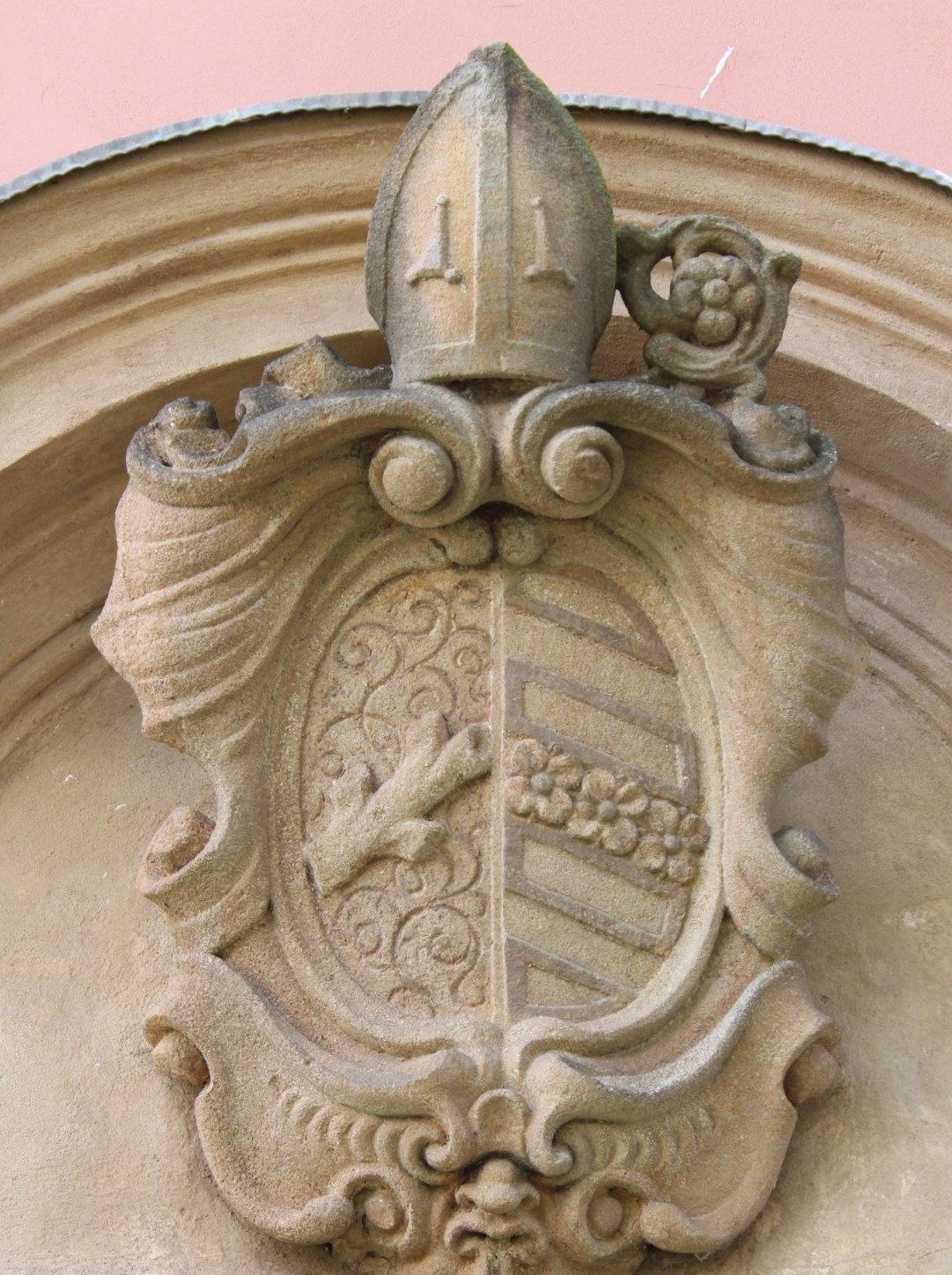
Kartusz nad wejściem
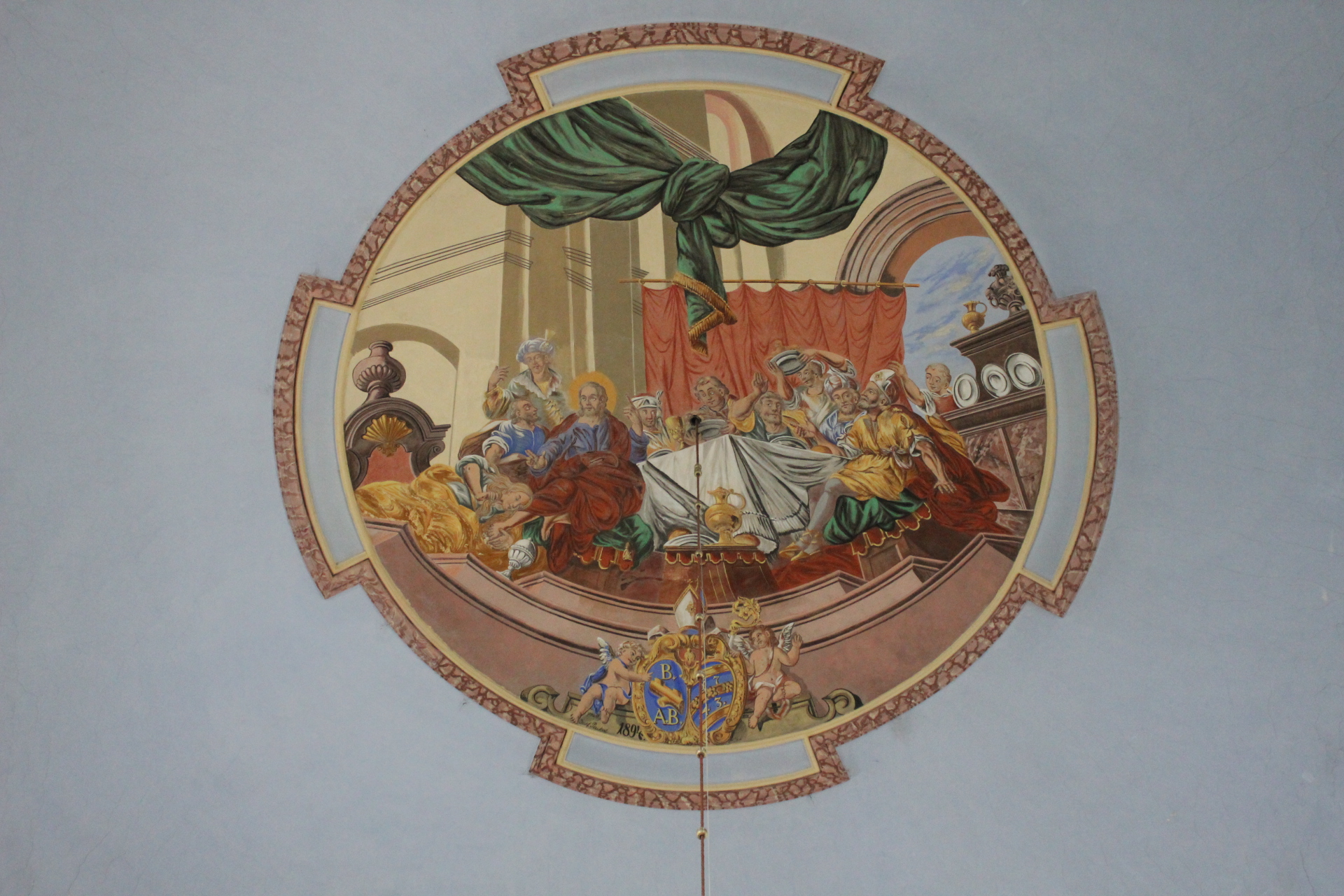
Fresk
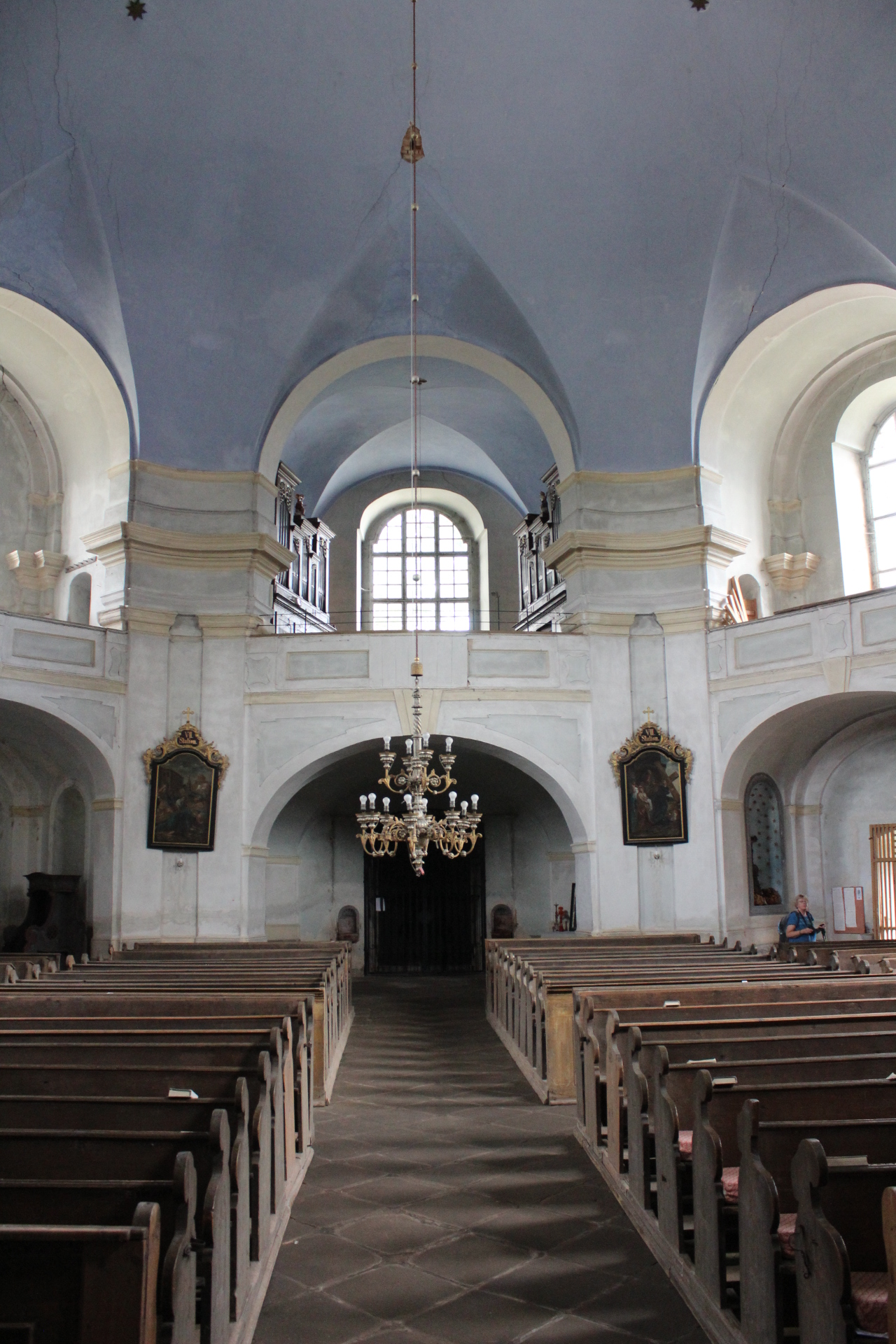
Wnętrze
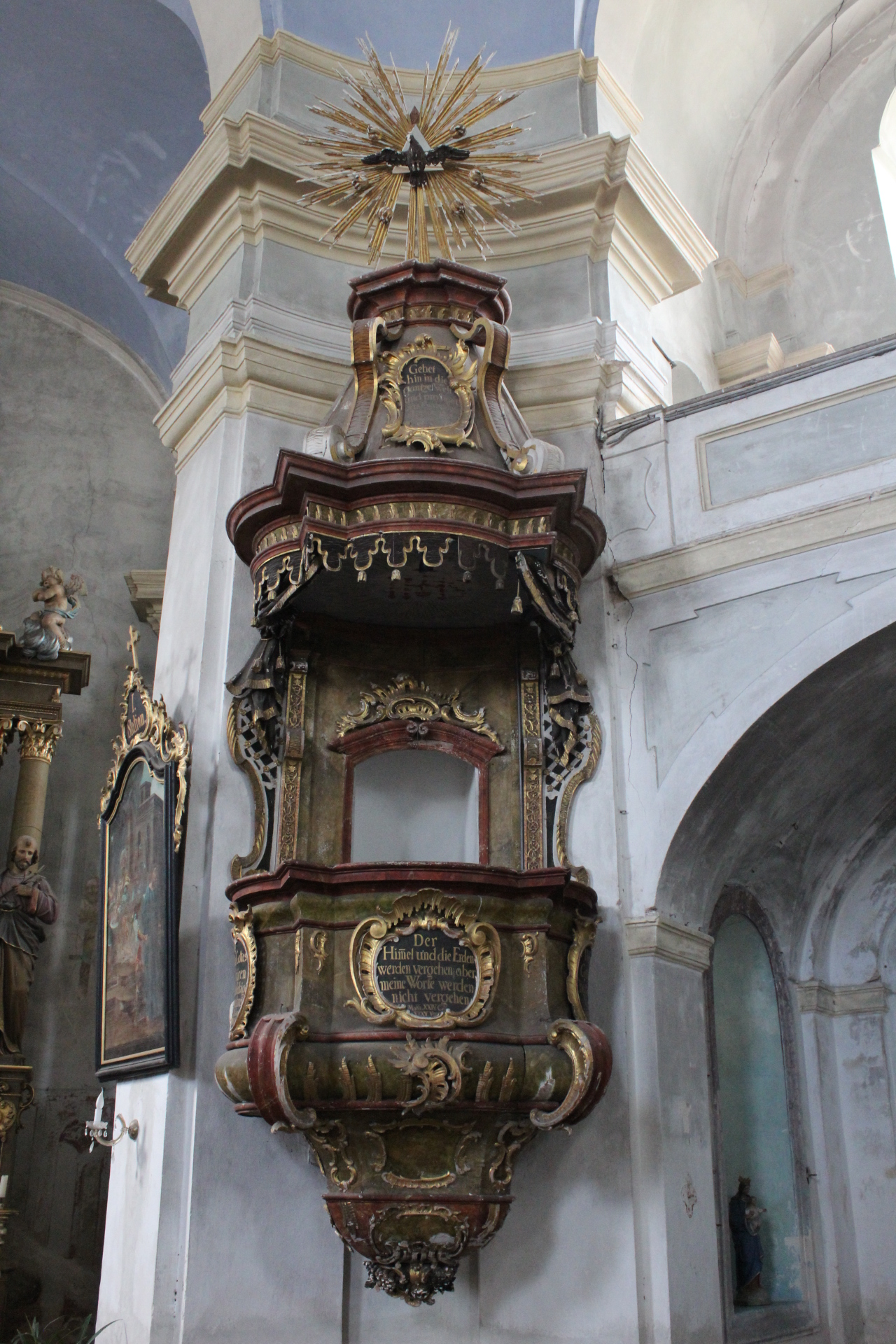
Ambona